# Jorge Liderman
Jorge Liderman (* 16. November 1957 in Buenos Aires; † 3. Februar 2008 in San Francisco) war ein US-amerikanischer Komponist.
Liderman studierte an der Rubin-Musikakademie in Jerusalem bei Mark Kopytman und an der University of Chicago bei Shulamit Ran und Ralph Shapey. Seit 1989 unterrichtete er an der University of California at Berkeley. Lidermans Kompositionen fanden internationale Beachtung und wurden u. a. in Mexiko, Deutschland und Großbritannien gespielt. Für den Gitarristen David Tanenbaum komponierte er die Waking Dances und Swirling Streams (2002). 1992 wurde bei der Münchener Biennale seine Oper Antigona furiosa aufgeführt. Auf Texten des Alten Testaments beruhen seine Kompositionen Aires de Sefarad (2001), Song of Songs (2004) und Shir ha Sharim (1986).
Am 3. Februar 2008 stürzte sich Liderman in San Francisco unter einen Nahverkehrszug. Am Folgetag wurde das Kammerkonzert für Gitarre und Orchester Furthermore, das er für Carla Kihlstedt und die San Francisco Chamber Contemporary Music Players komponiert hatte, von diesen im Yerba Buena Center for the Arts uraufgeführt.